# 名犬フーバーシリーズ
『名犬フーバーシリーズ』（めいけんフーバーシリーズ）は光文社から刊行されている笠原靖の推理小説シリーズである。
警視庁捜査第一課長を退職した主人公・長源寺大志と愛犬・フーバーが身近で巻き起こった事件を解決する動物推理小説。

## シリーズ一覧
- 『名犬フーバーの事件簿』（2004年8月）
- 『封印された鍵 - 名犬フーバーの事件簿②』（2005年8月）
- 『名犬フーバーの新幹線、危機一髪』（2006年8月）
- 『名犬フーバーと女刑事山猫(ワイルド・キャット)』（2007年8月）
- 『名犬フーバーと美らの拳』（2008年9月）
- 『名犬フーバーの災難』（2009年9月）
- 『名犬フーバー　歪んだ銃口』（2010年9月）
- 『名犬フーバー　刑事のプライド』（2011年9月）
- 『名犬フーバー　雨の日に来た猫』（2012年9月）

## テレビドラマ
2008年6月11日にテレビ東京系「水曜ミステリー9」枠（水曜21:00 - 22:48）で放送された。タイトルは『名犬フーバーの事件簿』。主演は里見浩太朗。
原作との相違点として大志が警視庁捜査一課ではなく京都府警捜査一課を退職した設定になっている。

### あらすじ
エキストラでテレビドラマの撮影に参加していた大志とフーバーは、ある女性の爆殺現場に遭遇する。警察から足が洗えないと家族に呆れられながらも捜査に参加することになった大志。次々と殺人事件が起き、被害者が振り込め詐欺グループの元加害者であることが判明し、大志とフーバーが事件の真相に迫っていく。

### キャスト
- 長源寺大志演：里見浩太朗

元京都府警捜査一課課長。小学生のときに参加した学芸会でバックステージの醍醐味に目覚め、退職後、俳優のエキストラ事務所に所属する。
- 長源寺春子：松原智恵子

大志の妻。
- 高畑三郎：斎藤洋介

京都府警刑事。大志のかつての部下。
- 長源寺伸一郎：日野誠二

大志の息子。
- 長源寺純夏：石橋けい

大志の娘。
- 川原一平：大西耕治

京都府警刑事。
- 篠崎：高井清史
- 渡辺：中村彰宏
- 飯岡：水上保広
- 山田誠：ハ・ヨンジュン

山田小百合の息子。振り込め詐欺グループメンバー。
- 矢吹朋美：三枝雄子

第1被害者。6年前、振り込め詐欺グループに銀行口座を売っていて逮捕されている。
- 工藤良夫：佐渡山順久

第2被害者。振り込め詐欺グループメンバー。
- 諏訪：東田達夫
- 野口貴史、朝日完記、峰蘭太郎、加藤大祐、平井靖、岡田千代、桑原良二、家辺隆雄、山本武将、金子珠美、仲野毅、あだち理絵子、金ヶ江悦子、村中香織、北村理沙、アンディ岸本、柴崎辰治
- 松竹京都映画俳優G、NAC、劇団東俳、グレース、オフィスDPT
- 沢村秀一：森一

バイク便の男。矢吹朋美あての小荷物を届ける。
- 和泉京子：三島ゆり子

大志が所属するエキストラプロダクションの社長。
- 松浦肇：三浦浩一

かつての振り込め詐欺グループリーダー。
- 八島義介：芦屋小雁

エキストラ歴20年の俳優。
- 山田小百合：多岐川裕美

ドッグカフェの喫茶店オーナー。

### スタッフ
- 原作：笠原靖「名犬フーバーの事件簿」
- 脚本：柏原寛司、武井由美
- プロデューサー：中川順平（テレビ東京）、櫻林甫、池水安秀、田中浩三
- 監督：井上泰治
- 撮影：都築雅人
- 照明：美間博
- 録音：松木悟
- 美術：原田哲男
- VE：山本秀一
- 編集：園井弘一
- スクリプター：西村直美
- 選曲：伊豆田千加
- 調音：上床隆幸
- 効果：藤原誠
- VTR編集：中尾逸子
- 装飾：西川由起夫、上田耕治
- 衣裳：松竹衣裳
- ヘアーメイク：八木かつら、柴田弘美
- スチール：太田恵
- 助監督：山下耕一郎
- 製作主任：原田眞治
- 製作進行：谷敷裕也
- 演技事務：山緑美春
- 番組宣伝：鈴木紀子（テレビ東京）
- オープニングCG：堀内肇、浅田弥彦
- オープニング音楽：川崎真弘
- 音楽協力：テレビ東京ミュージック
- エンディングテーマ：「足跡」

作詞・作曲：川江美奈子 / 編曲：河野圭 / 唄：今井美樹（EMIミュージック・ジャパン）
- 協力：伊原詢太郎（ACF）、里見プロモーション
- シノプシス協力：安部陽子
- ロケ協力：ゼロ・コーポレーション、日本エスリード、嵐山らんざん、ペンションK - yard、独立行政法人 水資源機構日吉ダム管理所
- 美術協力：新映美術工芸、京阪商会
- 衣裳協力：TERUKI、Lei Monna、itomi
- 指導：山本秀美フラメンコスタジオ、陶芸教室haku
- ドッグトレーナー：鎌倉第二警察犬訓練所　古屋昭彦
- 技術協力：イマジカウェスト
- 企画協力：オルフェウス
- 制作協力：松竹京都映画
- チーフプロデューサー：小川治（テレビ東京）
- 製作：TV TOKYO、BS JAPAN、松竹株式会社